# Petőfi Népe
A Petőfi Népe (PN, alcíme: a Duna-Tisza köze napilapja) Bács-Kiskun vármegyében és Pest vármegye déli részén megjelenő napilap. Szerkesztősége Kecskeméten található. Tulajdonosa a Fidesz kötődésű KESMA.

## Története
A Magyar Szocialista Munkáspárt (MSZMP) alapította az 1956-os forradalom leverése után, 1956 novemberében. Korábban Bácskiskunmegyei Népújság néven a Magyar Dolgozók Pártja kiadásában jelent meg, vagyis funkciója és tulajdonosa nem változott, csak a lap és a tulajdonos neve.  Az új Bács-Kiskun megyei pártlap saját kiadóvállalattal rendelkezett Kecskeméten. 1956 és 1958 között új évfolyamszámozást kezdtek, 1959-től jogelődként tekintve a korábbi Bácskiskunmegyei Népújságot és elődeit, visszatértek annak évfolyamszámozásához, ezért az 1956-ban megjelent Petőfi népe még 1. évfolyam felirattal jelent meg, '57-ben 2. évf., '58-ban 3. évf., de 1959-ben már 14. évfolyam szerepelt a lap címoldalán. 1963-tól mutációs kiadásai jelentek meg. A rendszerváltáskor, 1990 tavaszán, a két választási forduló között privatizálta a Magyar Szocialista Párt (MSZP), az MSZMP utódpártja. Az új tulajdonos a német Axel Springer (AS) konszern magyar leányvállalata, az Axel Springer Magyarország Kft. lett. 
2003-ban napi 42 323 példányban nyomtatták ki és ebből 39 660 példány kelt el. 
2014-ben az AS több más megyei napilappal együtt eladta a Mediaworks-nek és 2015-ben addigi kiadója, a Petőfi Lap- és Könyvkiadó Kft. is beolvadt a Mediaworks Regionális Kiadó Kft.-be.

## Jellemzők
Hétfőtől szombatig jelenik meg. Jelenleg is több melléklettel jelentkezik. Baján Bajai Hírlap és Bajai Petőfi Népe, Kiskunfélegyházán Félegyházi közlöny, Kalocsán Dunamenti hírek és Kalocsa és vidéke, Kiskunhalason Halasi hírek, Kiskőrösön Kiskőrösi Napló címmel jelentek meg kiadványai. A PN Vasárnapi Petőfi Népe címen hetilapként is jelentkezett 1997–1998 között, ami Vasárnap Reggel alcímmel 1998–2004 között jelent meg.
Korábbi és jelenlegi állandó rovatai: Megyei körkép, Színes világ, Interjú, Civil kurázsi, Mozaik, Gazdaság, Világtükör.
A Springer-csoport megyei napilapjainak takarékosságból – az adott megye híreinek kivételével és a terjedelemtől függően – jórészt azonos a tartalma. A PN-ben is gyakran jelennek meg más megyében dolgozó újságírók cikkei.

## Főszerkesztők
- 1986–1991: Gál Sándor
- 1991–2002: Lovas Dániel
- 2002–2006: Hámori Zoltán
- 2006–2008: Gazsó László
- 2008–2010: Tóth Miklós
- 2010–2016: Király Ernő
- 2016– : Ökrös Csaba[4]

## Külső hivatkozások
- Petőfi Népe Online
- Baon.hu